# Après nous, le déluge (expression)
Pour les articles homonymes, voir Après nous le déluge.
 (décembre 2013).

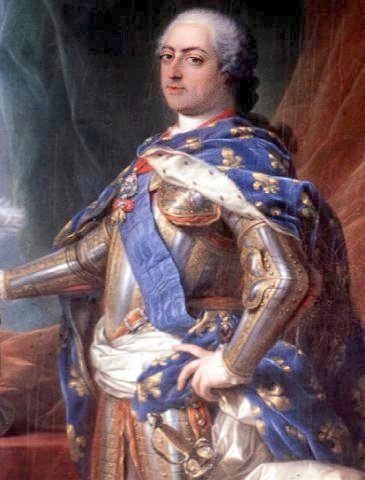
Louis XV en armure (fragment, XVIIIe siècle), par Charles-André van Loo.

Après nous le déluge est une expression imagée voulant dire qu'après sa mort, les choses (matérielles ou métaphysiques) vont tourner mal et que l'on montre peu d'intérêt pour le sort des autres.

## Origine
Les mots « Après nous, le déluge » sont attribués à Madame de Pompadour (née Jeanne-Antoinette Poisson) qui désirait remonter le moral de Louis XV, son amant, après la bataille de Rossbach, en l'invitant à ne pas penser aux conséquences dramatiques de cette défaite. Il s'agissait en fait d'un proverbe répandu à cette époque (« Après moi, le déluge. Ce doux et sociable proverbe est déjà le plus commun de tous parmi nous », écrivait Mirabeau père en 1756).
Louis XV reprend fréquemment cette maxime égoïste sous la forme « Après moi, le déluge », notamment en parlant de son dauphin, le futur Louis XVI.